# سلطان الوند
سلطان الوند میرزا، نور الوند بیگ پسر یوسف بیگ و نوه اوزون حسن و هشتمین پادشاه سلسله آق قویونلو بود.
الوند بیگ در سال بعد از مرگ احمد بیگ ۹۰۳ قمری به‌ قدرت رسید. او در سال ۹۰۴ قمری از برادرش محمدی بیگ شکست خورد و به تبریز آمد سپس تاج‌گذاری کرد. او در بهار سال ۹۰۶ قمری در نزدیکی قزوین با سلطان مراد جنگید حاصل این جنگ صلحی بود که حکومت عراق و ایران را به مراد و حکومت دیاربکر و آذربایجان را به الوند بخشید.
الوند بیگ در سال ۱۵۰۱ میلادی در نبرد شرور از شاه اسماعیل شکست خورد و سپس به دیاربکر رفت. به گفته آنجوللو در ژوئیه سال ۱۵۰۷ شاه اسماعیل به قلمرو علاءالدوله ذوالقدر لشکرکشی کرد و در اواسط نوامبر قصد بازگشت کرد و در راه بازگشت، امیر بیگ مُهردار شاه اسماعیل در ملطیه به شاه پیوست و الوند بیگ را که در دیاربکر اقامت داشت اسیر نزد شاه اسماعیل آورد و پس از چندی در آنجا به قتل رسید. آنجوللو در آنجا الوند بیگ را در زنجیر اسارت دیده بود. خواندمیر به اشتباه مرگ الوند بیگ را بر اثر مرض صعب (بیماری سخت) در دیاربکر گفته است در حالی که امیرزاده الوند پسر سلطان خلیل حاکم فارس به گفته فضل بن روزبهان بر اثر مرض صعب در شیراز درگذشته بود. مورخان بعدی ایرانی نیز یا از مرگ او چیزی ننوشته‌اند یا مانند عالم آرای صفوی کشته شدن او را در نبرد شاه اسماعیل با ترکمانان آق قویونلو در همدان گفته‌اند.